# Wachenhofen

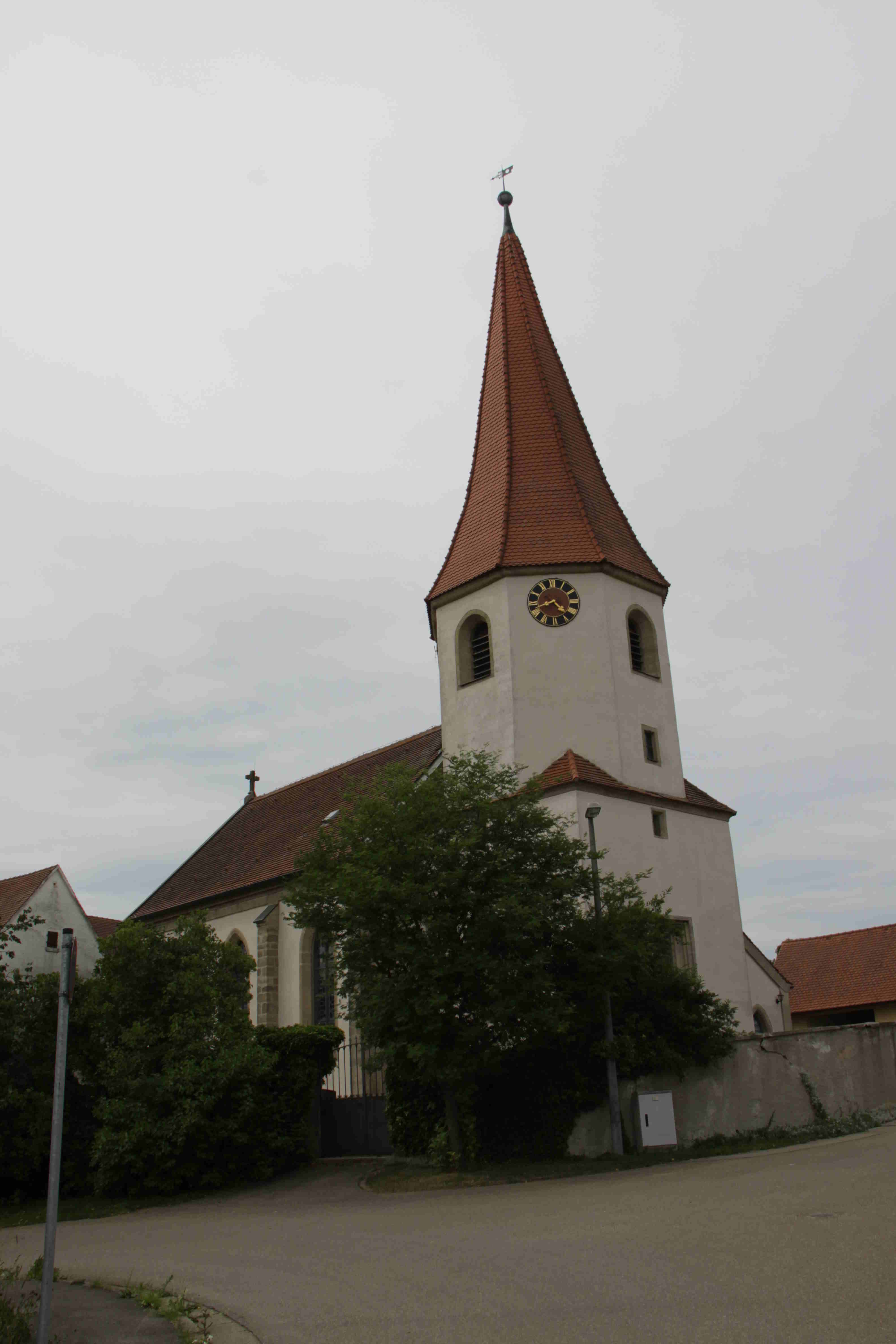
Kirche Wachenhofen

Wachenhofen ist ein Gemeindeteil der Gemeinde Alesheim im Landkreis Weißenburg-Gunzenhausen (Mittelfranken, Bayern). Die Gemarkung Wachenhofen hat eine Fläche von 2,517 km². Sie ist in 292 Flurstücke aufgeteilt, die eine durchschnittliche Flurstücksfläche von 8619,76 m² haben.

## Geographie und Verkehr
Südwestlich des Kirchdorfs Wachenhofen fließt die Altmühl vorbei, östlich befindet sich der 427,4 Meter hohe Lettenbuck. Alesheim liegt rund eineinhalb Kilometer in südöstlicher Richtung. Nachbarorte sind Ehlheim, Alesheim und Gundelsheim an der Altmühl. Am nordöstlichen Ortsrand mündet die Kreisstraße WUG 26 in die am Ort vorbeiführende Kreisstraße WUG 1 ein.

## Geschichte
Nahe dem Ort gibt es Funde für Siedlungen des Neolithikums, der Bronzezeit, der Urgeschichte und der frühen und späten Latènezeit, sowie drei verebnete Grabhügel der Vorgeschichte und eine Freilandstation des Mesolithikums. Bis zur Gemeindegebietsreform in Bayern war Wachenhofen eine selbstständige Gemeinde. Am 1. April 1971 wurde sie in die Gemeinde Alesheim eingegliedert.

## Baudenkmäler
Der Kirchturm der evangelisch-lutherischen Kirche St. Hieronymus wurde im 18. Jahrhundert aufgestockt und wird von einem Spitzhelm gekrönt. Das dreiachsige und von Strebepfeilern gegliederte neugotische Langhaus wurde 1870 vom Architekten Wilhelm Langenfaß errichtet. Die Westfassade wurde mit einem Türgewände, einem Fenster mit Wimpergabschluss und einer Fensterrose verziert. Die Kirche orientiert sich an der St.-Willibalds-Kirche in Weißenburg in Bayern.